# Batman: Den tappre och modige
Batman: Den tappre och modige (engelska: Batman: The Brave and the Bold) är en amerikansk animerad TV-serie som är baserad på DC Comics-serien The Brave and the Bold. Varje avsnitt handlar om att huvudfiguren Batman allierar sig med en eller fler superhjältar för att lösa brott och fånga in skurkar. Samtliga av figurerna som medverkar i serien är baserade på sina motsvarigheter i serietidningarnas Silver Age-epok. Serien hade premiär 14 november 2008 på Cartoon Network i USA och avslutades 18 november 2011.
Den 26 juli 2010 meddelades att ingen fjärde säsong skulle produceras.

## Medverkande
- Diedrich Bader – Batman,Kilowog, Ace, Owlman, Solomon Grundy, Punch, Gorilla Boss
- Corey Burton – Red Tornado, Silver Cyclone, False-Face, Doctor Mid-Nite, Dr. William Milton Magnus, Mercury, Chancellor Gor-Zonn, General Zahl, Killer Moth, Green Lantern/Alan Scott
- John DiMaggio – Aquaman, Gorilla Grodd, Typhon, Enemy Ace, Faceless Hunter, Black Adam, Black Mask, Toyman, Vigilante, Hellgrammite, Mr. Freeze, Legionnaire, Captain Boomerang
- Will Friedle – Blue Beetle/Jaime Reyes
- Tom Kenny – Plastic Man, Ray, Deadshot, Mirror Master, 'Mazing Man
- James Arnold Taylor – Green Arrow, Green Lantern/Guy Gardner, Major Disaster, Wotan, Nabu, Mark Desmond, Leslie "Rocky" Davis, Alpha-Red, G.I. Robot

m fl.

### Fotnoter
1. ↑  Trevor Kimball (26 juli 2010). ”Batman: The Brave and the Bold: Animated Series Ending; No Season Four” (på engelska). TV Series Finale. http://tvseriesfinale.com/tv-show/batman-the-brave-and-the-bold-canceled-season-three-16840/. Läst 9 januari 2017.